# Folkrace
 (août 2015).
Si vous disposez d'ouvrages ou d'articles de référence ou si vous connaissez des sites web de qualité traitant du thème abordé ici, merci de compléter l'article en donnant les références utiles à sa vérifiabilité et en les liant à la section « Notes et références ».

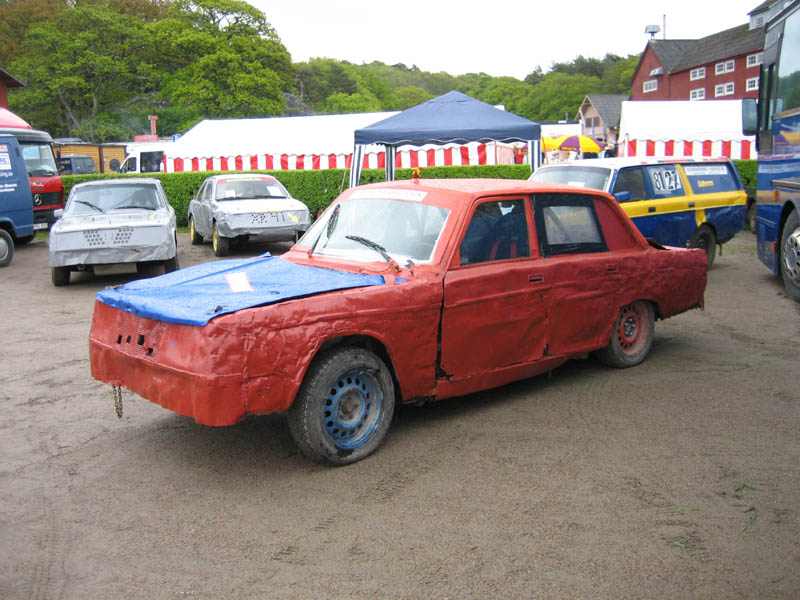
Quatre voitures de folkrace typiques : Volvo 244.

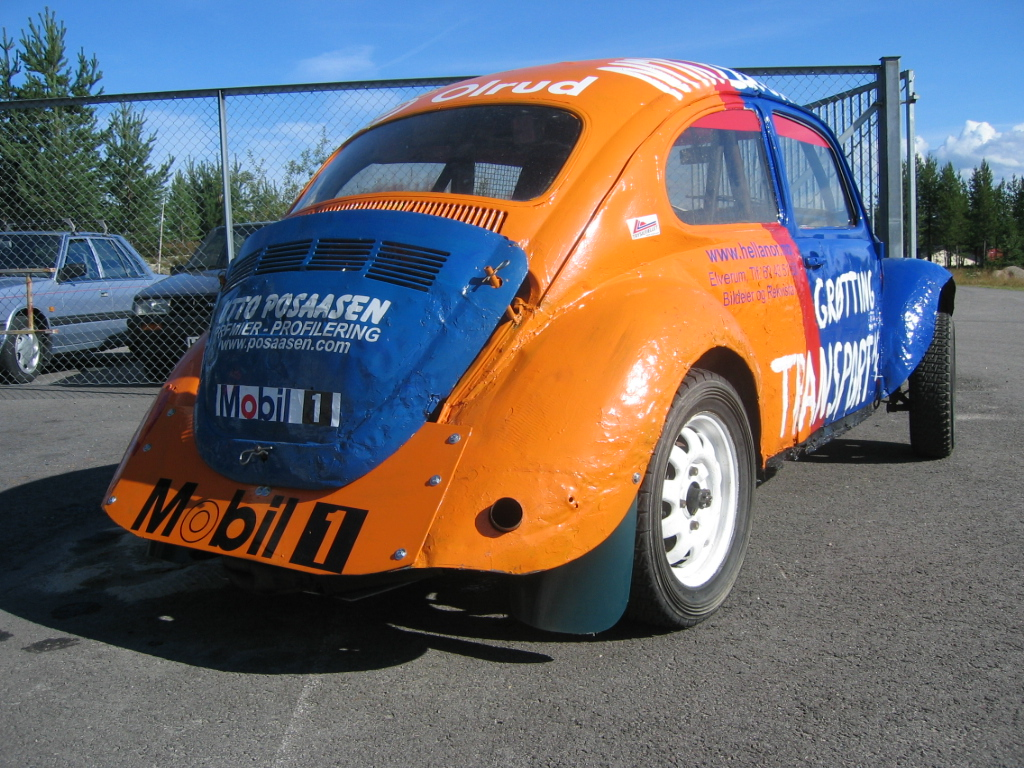
Une Coccinelle utilisée comme voiture de Folkrace.

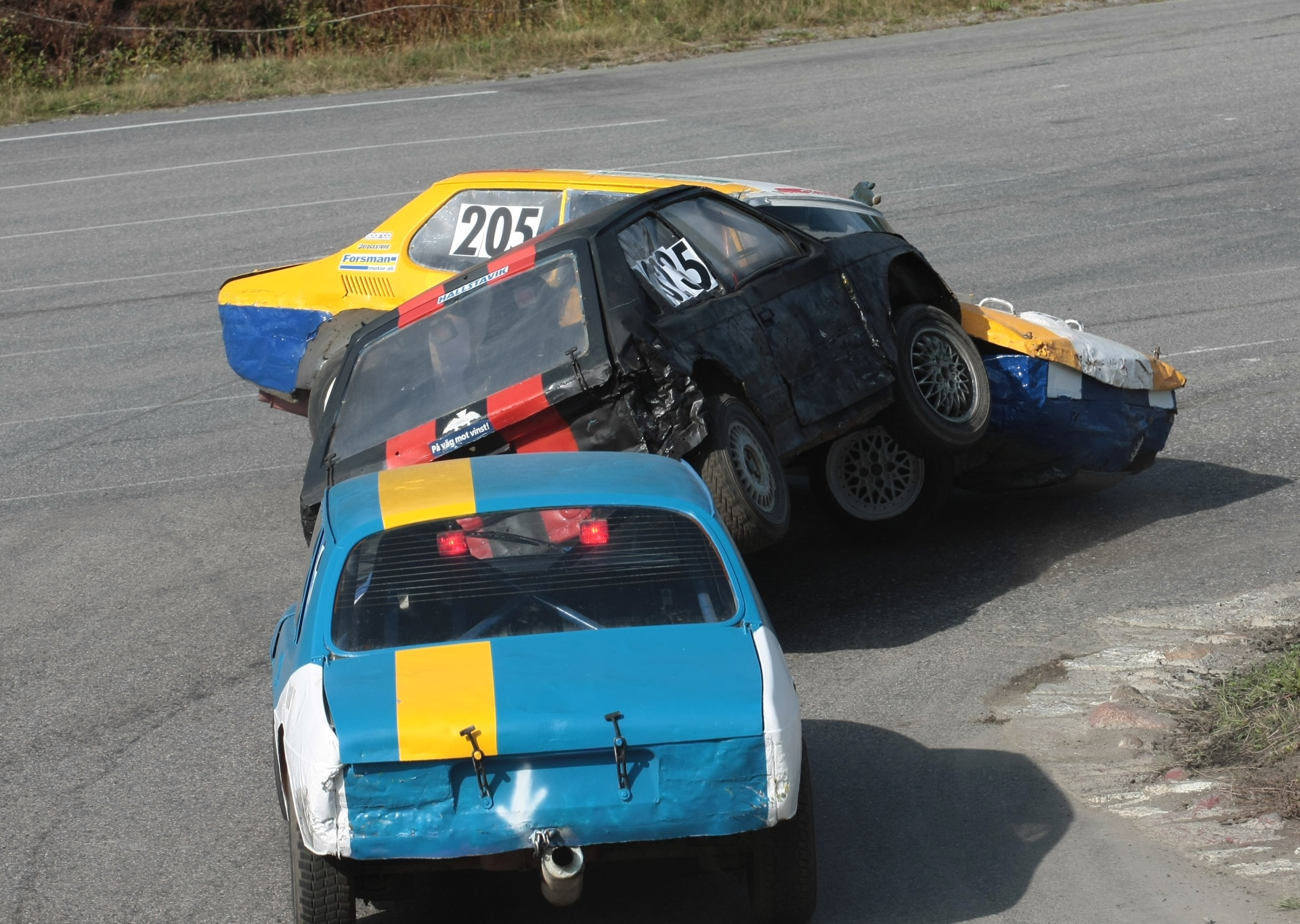
Un accident de Folkrace à Högstabanan en Suède.

Le Folkrace est une forme peu coûteuse de rallycross suédois qui est originaire de Finlande, où il a été appelé Jokamiesluokka (Catégorie Monsieur-tout-le-monde). Ce sport existe aussi en Norvège et au Danemark, où il est connu sous les noms de Bilcross et Folkeræs.

## Règlement
Les courses se déroulent sur le gravier ou sur des pistes goudronnées de 2,4 km de longueur. Les pistes sont conçues pour limiter la vitesse maximale à 80 km/h. Les compétitions sont divisées en différentes catégories selon l'âge et le sexe.
La compétition est divisée en différentes manches de six concurrents. Celui qui gagne une course se voit accorder sept points, le deuxième cinq, le troisième quatre et ainsi de suite. Quand toutes les manches ont été disputées, le score total est calculé et les six premiers du classement vont en finale A, les six suivants en finale B et ainsi de suite. Le vainqueur de la finale A remporte la compétition.
Pour maintenir la nature peu coûteuse de ces compétitions, les voitures sont mises en vente forcée après chaque course : dans les quinze minutes qui suivent une course, n'importe qui peut proposer d'acheter l'une des voitures (sauf si elle implique un « débutant ») pour un prix fixe de 6 500 SEK - environ 680 € - (plus 200 SEK pour les organisateurs de la course). Des juges, ou le directeur de course, décident alors par tirage au sort de celui à qui sera attribué la voiture (l'équipement personnel comme le siège et le harnais de sécurité ne sont pas inclus et doit être retiré avant la vente). Ce système de vente forcée a été mis en place pour sauvegarder le caractère financièrement abordable de ces compétitions : car si on est obligé de mettre sa voiture en vente après la course pour 6 500 SEK, on n'aura guère envie d'y investir plus que cette somme.

## Historique
La folkrace est arrivée en Suède en venant de Finlande, au début des années 1980. Elle est arrivée en Suède avec la ferme intention d'en faire une forme de compétition bon marché pour ses pratiquants. Les premières courses ont eu lieu, à titre de test, au cours de l'hiver de 1981 et se sont avérées être un succès au point qu'avant la fin de l'année 62 courses avaient eu lieu. Le premier règlement écrit a vu le jour à la mi-année 1981. On dispute environ six cent courses chaque année en Suède, dont les principales sont Semersterracet à Vimmerby et le Folkrace Festival à Motala. 
Comme les folkraces font appel à de vieilles voitures conventionnelles, on dit à leur sujet que leur vie s'achève par la « Folkracedöden », « la mort [par la] folkrace » ; celle-ci, en effet, amène à détruire de nombreuses voitures trop vieilles pour être encore utilisées quotidiennement, mais pas assez malgré tout pour accéder au statut d'automobiles de collection. Cependant, des changements ont été récemment apportés au règlement technique pour tenir compte de l'évolution technologique : ainsi, il est désormais autorisé d'utiliser des 16 soupapes, ce qui pousse à rajeunir le parc de voitures ; malgré tout, les turbos et les quatre-roues motrices restent interdits. 
Le folkrace est différent du demolition derby. Bien que des collisions se produisent et que des voitures entrent en contact les unes avec les autres, éperonner intentionnellement un concurrent ou l'empêcher de passer est interdit, et les règles de sécurité sont strictes, de sorte que les adolescents (âgés de 15 à 17 ans) et les personnes sans permis peuvent y participer.